# Praskowja Georgijewna Parchomenko
Praskowja Georgijewna Parchomenko (russisch Прасковья Георгиевна Пархоменко, ukrainisch Парасковія Георгіївна Пархоменко Paraskowija Heorhijiwna Parchomenko; * 1887 in Sinkiw; † 1970 in Aluschta) war eine ukrainisch-sowjetische Astronomin.

## Leben
Parchomenko, Tochter des Feldschers Georgi Ossipowitsch Parchomenko, träumte davon, die Sterne zu studieren. Allerdings war Frauen der Zugang zum Universitätsstudium verwehrt. Erst 1907 wurden in Charkow Höhere Kurse für Frauen eröffnet. 1914 konnte Parchomenko das Studium an der Physikalisch-Mathematischen Fakultät der  Höheren Kurse für Frauen beginnen. Auch gelang ihr die Teilnahme an der Expedition des Charkower Astronomischen Observatoriums (ChAO) unter der Leitung Ludwig von Struves nach Genitschesk zur Beobachtung der totalen Sonnenfinsternis vom 21. August 1914, wobei die fotografischen Aufnahmen der Sonnenkorona im Mittelpunkt standen. Auf der Expedition wurde Parchomenko mit Boris Petrowitsch Gerassimowitsch, Wassili Grigorjewitsch Fessenkow und Otto von Struve bekannt. Nach der Rückkehr arbeitete sie im ChAO und machte Auswertungen für Ludwig von Struve, während sie in den Höheren Kursen für Frauen studierte und dort 1918 ihren Abschluss machte.
Nach der Oktoberrevolution machten die Revolutionswirren und der Bürgergkrieg die Arbeit im ChAO unmöglich. Es gab keinen Brennstoff für die Heizung, so dass die Instrumente im nicht so kalten Keller aufbewahrt wurden. Es gab häufige Ausgangssperren, und fast alle Mitarbeiter waren krank.
1923 wurde Parchomenko Aspirantin am Forschungslehrstuhl für Astronomie des Charkower Instituts für Volksbildung (ChINO). Der Direktor des ChAO Nikolai Nikolajewitsch Jewdokimow ernannte sie zur Sekretärin bei den wissenschaftlichen Sitzungen des Lehrstuhls, für die sie die Berichte erstellte. Im Frühjahr 1924 berichtete Jewdokimow in einer Veröffentlichung über Teile der Forschungsarbeit Parchomenkos und dann ebenso in seiner Beschreibung der totalen Mondfinsternis am 14. August 1924. Im selben Jahr erschien Parchomenkos erste eigene Veröffentlichung. Im Januar 1925 beschloss der Lehrstuhl, ihr als bester Studentin ein Vollstipendium zu gewähren. 1926 wurde sie von der Société astronomique de France als Mitglied mit den Empfehlungen Mykola Barabaschows und L. L. Andrenkos aufgenommen.
Auf den Lehrstuhlsitzungen berichtete Parchomenko u. a. über das quantenphysikalische Plancksche Strahlungsgesetz, das Bohrsche Atommodell, Röntgenabsorptionsspektroskopie, Größte Sterne und Zwergsterne, die Eddington-Theorie und die Eddington-Grenze, Sternatmosphären, Sternnebel, Interstellare Materie, Legendre-Polynome und die Arbeiten Otto von Struves über interstellares Kalzium. Mit Jewdokimow und Boris Pawlowitsch Ostaschenko-Kudrjawzew beobachtete sie die totale Mondfinsternis am 8. Dezember 1927. Zum Abschluss der Aspirantur wurde 1927 nach Parchomenkos Bericht über ihre Arbeit und Verteidigung ihrer Thesen gegenüber Jewdokimow und Barabaschow trotz Widerstände von Gewerkschaftsseite aufgrund der Autorität Jewdokimows Parchomenkos Anstellung als wissenschaftliche Mitarbeiterin beschlossen.
Im Mai 1928 wurde Parchomenko für Sonnenbeobachtungen für einige Monate an das Pulkowo-Observatorium abgeordnet. Im Sommer 1929 arbeitete sie auf der Krim im Simejis-Observatorium des Krim-Observatoriums und entdeckte den Asteroiden (1129) Neujmina. Im April 1930 ging sie nun auf eigene Kosten wieder auf die Krim, um im Simejis-Observatorium zu arbeiten. Im Juni entdeckte sie den Asteroiden (1166) Sakuntala. Im Rahmen der 1930 beginnenden Ukrainisierung des Berichts- und Dokumentationswesens kontrollierte Parchomenko im Auftrag der Verwaltung die Umsetzung im ChAO und beteiligte sich mit Jewdokimow und Barabaschow an der Entwicklung der ukrainischen astronomischen Terminologie. Im April 1931 begab sie sich wieder in das Simejis-Observatorium unter Benutzung ihrer bisher nicht genutzten Urlaube.
Während die Universität Charkow einen KPdSU-Rektor bekommen hatte, gab es im ChAO kein Parteimitglied und keine Komsomolzen. Am 25. März 1934 wurde Parchomenko aus dem ChAO entlassen. Boris Petrowitsch Gerassimowitsch, der Charkow verlassen hatte und 1933 Direktor des Pulkowo-Observatoriums geworden war, versuchte durch einen Brief an den neuen ChAO-Direktor Barabaschow Einfluss zu nehmen. Nach einem Jahr kehrte Parchomenko ins ChAO zurück, um dann in das Ukrainische Institut für Hygiene und Berufskrankheiten versetzt zu werden. Ab Herbst 1935 bereitete sie sich auf die Verteidigung ihrer Kandidat-Dissertation über die Sonnenatmosphäre vor. Nachdem im Frühjahr 1936 die nach der Revolution abgeschafften Akademischen Grade wieder eingeführt worden waren mit der Möglichkeit einer Verleihung ohne Verteidigung einer Dissertation auf der Grundlage bisheriger wissenschaftlicher Veröffentlichungen, lehnte das Volkskommissariat für Bildung die von der Universität Charkow beantragte Promotion Parchomenkos ab, während die Promotionen weniger ausgewiesener Kandidaten genehmigt wurden.
Als zur Beobachtung der totalen Sonnenfinsternis am 19. Juni 1936 die Charkower Expedition nach Beloretschenskaja im Nordkaukasus fuhr, begab sich Parchomenko privat dorthin. Sie plante nun die Doktor-Promotion vorzubereiten und dazu in ihrem zweimonatigen Urlaub nach Moskau zu Beratungen mit Kollegen zu fahren. Allerdings beauftragte das ChAO sie, tägliche fotografische Aufnahmen der Sonne anzufertigen. Trotzdem verließ sie am 1. August 1936 Charkow. Ihre Doktorarbeit reichte sie ein, beantragte die Promotion und schickte eine Kopie an Wassili Grigorjewitsch Fessenkow, um sie im Sternberg-Institut für Astronomie gegebenenfalls zu verteidigen. Im April 1937 reiste Parchomenko zum Pulkowo-Observatorium, um alle Fragen im Zusammenhang mit der Verteidigung ihrer Arbeit abschließend zu klären. Auch übersetzte sie eigenmächtig ihre Arbeit ins Französische und schickte sie an europäische Kollegen, darunter Svein Rosseland. Die Anmerkungen von Gutachtern berücksichtigte sie durch Änderungen im Text. Bei der Suche nach Opponenten für Parchomenkos Dissertationsverteidigung sprach die ChAO-Verwaltung Wassili Grigorjewitsch Fessenkow, Grigori Abramowitsch Schain, Gawriil Adrianowitsch Tichow, Wiktor Hambardsumjan, Wladimir Alexejewitsch Krat, Andrei Borissowitsch Sewerny und Nikolai Nikolajewitsch Parijski an. Während die ersten drei Wissenschaftler absagten, gaben die übrigen vernichtende Urteile ab. Im April 1938 erhielt Parchomenko vom ChAO in Abstimmung mit dem neuen Direktor des Pulkowo-Observatoriums Sergei Iwanowitsch Beljawski die Möglichkeit, sich dort noch einmal beraten zu lassen.
1939 gab Parchomenko ihre wissenschaftliche Arbeit in Charkow endgültig auf und ging zum Simejis-Observatorium. Im Januar 1940 fasste sie den wesentlichen Inhalt ihrer Dissertation über die Sonnenatmosphäre mit den Ergebnissen der Arbeiten insbesondere von Marcel Minnaert, Anton Pannekoek und Bertil Lindblad in einer neuen Veröffentlichung zusammen. Sie arbeitete dort weiter, auch nach dem Deutsch-Sowjetischen Krieg in dem wieder hergestellten Simejis-Observatorium, und führte ein sehr zurückgezogenes Leben. Unterstützt wurde sie nur von Solomon Borissowitsch Pinkelner, der für die Aufnahme von Parchomenkos Arbeiten in Sammelbände sorgte und nach unbestätigten Informationen mittels seiner persönlichen Beziehungen ihr das Kandidat-Diplom verschaffte. Parchomenko behielt eine feste Stelle im großen Saal der Observatoriumsbibliothek. Barabaschow hatte den Kontakt mit Parchomenko verloren, nachdem sie Charkow verlassen hatte, so dass er die 1966 vom Direktor des Sternberg-Instituts für Astronomie Dmitri Jakowlewitsch Martynow gewünschten Informationen nicht liefern konnte. Ihre letzten Lebensjahre verbrachte Parchomenko in einem Pflegeheim in Aluschta.
Parchomenkos Namen trägt der 1971 von Tamara Michailowna Smirnowa am Simejis-Observatorium entdeckte Asteroid (1857) Parchomenko.